# Weiner (Arkansas)
Weiner es una ciudad situada en el condado de Poinsett, Arkansas, Estados Unidos. Tiene una población estimada, a mediados de 2023, de 621 habitantes.

## Geografía
La localidad está ubicada en las coordenadas 35°37′11″N 90°54′19″O / 35.61972, -90.90528 (35.619714, -90.905303). Según la Oficina del Censo, tiene una superficie de 3.53 km², correspondientes en su totalidad a tierra firme.

## Demografía
Según el censo de 2020, en ese momento había 647 personas residiendo en la localidad. La densidad de población era de 183.29 hab./km².
| Raza                   | Núm. | Porc.  |
| ---------------------- | ---- | ------ |
| Blancos                | 592  | 91.50% |
| Afroamericanos         | 12   | 1.85%  |
| Asiáticos              | 2    | 0.31%  |
| De otras razas         | 25   | 3.86%  |
| De una mezcla de razas | 16   | 2.47%  |

Del total de la población, el 5.26% eran hispanos o latinos de cualquier raza.